# Morti nel 1328
| Questa pagina contiene informazioni ricavate automaticamente dalle voci biografiche con l'ausilio del template Bio e di un bot. L'aggiornamento è periodico e automatico e ricostruisce completamente la pagina. Se manca una persona in questa lista, sei pregato di non aggiungerla, ma accertati piuttosto che la sua voce biografica contenga il template Bio e che i dati anagrafici siano correttamente compilati. Se il template Bio manca, inseriscilo tu stesso o, in alternativa, metti l'avviso {{tmp\|Bio}} che ne segnala la mancanza. Se i dati riportati sono sbagliati, correggi direttamente la voce biografica; le modifiche saranno visibili in questa lista entro pochi giorni. Per chiarimenti vedi il progetto biografie. La lista contiene solo le 45 persone che sono citate nell'enciclopedia e per le quali è stato implementato correttamente il template Bio. Pagina aggiornata al 18 ago 2025. |

- 1º febbraio - Carlo IV di Francia, sovrano (n. 1294)
- 25 febbraio - Ottone IV di Ravensberg, nobile tedesco
- 19 marzo - Anna d'Asburgo, nobile austriaca (n. 1280)
- 2 aprile - Agostino Trionfi, teologo e scrittore italiano (n. 1275)
- 9 aprile - Thomas FitzGerald, II conte di Kildare, nobile irlandese
- 20 maggio - William Lamberton, vescovo cattolico scozzese
- 26 maggio - Francesco Patrizi, presbitero italiano (n. 1266)
- 19 giugno - Amalrico II di Narbona, mercenario francese
- 18 luglio - Engelberto II de la Marca, nobile
- 24 luglio - Isabella di Castiglia, sovrana spagnola (n. 1283)
- 29 luglio - Gerardo VI di Jülich, conte
- 6 agosto - Galeazzo I Visconti, nobile italiano (n. 1277)
- 10 agosto - Giovanni di Nassau-Dillenburg, nobile tedesco
- 15 agosto - Yesün Temür Khan, imperatore cinese (n. 1293)
- 16 agosto - Rinaldo dei Bonacolsi, nobile italiano (n. 1278)
- 3 settembre - Castruccio Castracani, militare e politico italiano (n. 1281)
- 26 settembre - Ibn Taymiyya, giurista e teologo arabo (n. 1263)
- 12 ottobre - Clemenza d'Ungheria, regina (n. 1293)
- 9 novembre - Carlo d'Angiò, nobile italiano (n. 1298)
- 14 novembre - Ragibagh Khan, imperatore cinese (n. 1320)
- 15 dicembre - Giorgio II Šubić, nobile croato
- 31 dicembre - Giovanni Soranzo, politico, diplomatico e ammiraglio italiano
- Aghinolfo Guidi di Romena, politico italiano
- Alberto da Padova, teologo italiano (n. 1269)
- Alessandro da Sant'Elpidio, teologo, scrittore e vescovo cattolico italiano (n. 1269)
- Andronico Angelo Paleologo, nobile e militare bizantino
- Giovanni Sinadeno, generale e nobile bizantino
- Enrico de la Tour-du-Pin, vescovo cattolico francese (n. 1296)
- Guido Farnese, vescovo cattolico italiano
- Francesco di Meyronnes, filosofo e teologo francese
- Bernard de Garves, cardinale francese
- Giovanni da Montecorvino, missionario e arcivescovo cattolico italiano (n. 1247)
- Giovanni Attuario, medico e scrittore bizantino (n. 1275)
- Giovanni di Jandun, filosofo, teologo e scrittore francese (n. 1280)
- Konur Alp, condottiero ottomano
- Guglielmo Raimondo I Moncada, nobile e militare spagnolo
- Muhammad ibn al-Mahruq
- Niceforo Callisto Xanthopoulos, letterato, storico e monaco cristiano bizantino (n. 1264)
- Niccolò Pico, condottiero italiano
- Restauro, vescovo cattolico italiano
- Bajamonte Tiepolo, rivoluzionario italiano
- Timurtash, militare e politico mongolo
- Tommaso di Sutri, vescovo italiano
- Robert de Holland, I barone di Holand, nobile inglese (n. 1283)
- Bartolomeo di Capua, nobile e giurista italiano (n. 1248)